# Colom gavatxut mallorquí

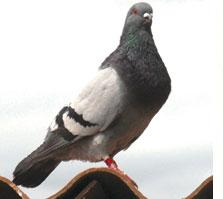

El colom gavatxut mallorquí és un tipus de colom de grandària mitjana tirant a petita, harmoniós i esvelt, de pit ample i un gavatx de mida normal i no gaire despenjat. Té les ales grosses i poderoses, que arriben quasi a la coa i tapen bé les espatles i el carpó. Té un posat estirat, amb el cap alt i la coa baixa. El plomatge és abundós, suau i aferrat al cos. És un animal de caràcter nerviós i inquiet, àgil, lleuger i bon volador. El seu temperament és fogós i fort en els mascles, i molt gelós en les femelles. El seu pes oscil·la entre els 400 i 450 grams i la longitud, mesura presa des de la punta de la quilla de l'esternum fins al final de la coa, és de 22 – 26 cm.

## Orígens
Es desconeix amb exactitud quin tipus de coloms foren els avantpassats del gavatxut balear, però tot fa pensar que és una raça originària de les Illes Balears, derivada probablement d'encreuaments de races pròpies de les Illes amb diverses races de coloms gavatxuts del litoral mediterrani. La primera documentació escrita sobre la seva presència a Mallorca és, com tantes altres, de l'arxiduc Lluís Salvador, i es té també constància escrita de la participació d'animals d'aquest tipus a una exposició agrícola, l'any 1868. La Federació Balear de Columbicultura n'aprovà l'estàndard el mes de gener de 2003.

## Característiques morfològiques
El cap és rodonenc, un poc en forma d'ametla, i proporcionat al cos. La part superior és convexa i forma una corba completa des del clatell fins al bec. L'ull està ben proporcionat amb la grandària del cap, i és molt expressiu. L'iris té un color vermell cirera encès, brillant i rodó, que s'aclareix o fosqueja segons el color del plomatge. El rivet de l'ull és fi, llis i del mateix color que el plomatge. Les carúncules nasals tenen forma triangular, de grandària mitjana i de textura llisa i fina. El seu color és blanc. El bec és curt, gruixat i lleugerament corbat, situat en línia amb el front. El color és negre en els plomatges obscurs, i de color clar en els de plomatge més clar. Els colors més apreciats són els més obscurs.
El coll és curt i robust, i el gavatx, de grandària normal i ample, cobreix les espatles i no passa de l'estèrnum. Tot ell està recobert de plomes tornassolades. L'esquena és ampla a l'alçària de les espatles i es va aprimant a mesura que s'acosta al carpó. El pit és ample i musculat, la qual cosa dona molta resistència al vol. Les ales són llargues i un poc rodonenques a la punta. En posició normal, l'animal porta les ales sempre per sobre de la coa, sense creuar-se, i disposa habitualment de 10 plomes remeres principals. La coa és recta, està en línia amb l'esquena i disposa de 12 plomes timoneres. Els tarsos són curts i fins, de color vermell carnós obscur en coloms de plomatge obscur, i de color vermell en coloms de plomatge clar. El color més apreciat és el vermell carnós, que quan són colomins sembla un color quasi negre. Les ungles han de ser del mateix color que el bec.
Els colors que presenta el plomatge són pocs, sempre tancats i sense taques. Els més apreciats són el blau, el blau favat, el blau esquitxat, el melat, el gaví, el negre, pel de rata i, després, tots els altres.

## Usos i aprofitament
La selecció del colom gavatxut balear està orientada a la consecució d'un animal diferenciat de les altres races, amb l'objectiu de fer-lo un bon volador, que sàpiga encolomar els animals perduts per dur-los al seu colomer i que no s'aturi mai a colomers externs.
La seva acceptació entre els criadors va en augment i la seva participació en els concursos, tant funcionals com morfològics és també creixent.